# Liste der Baudenkmäler im Landkreis Merzig-Wadern
Die Liste der Baudenkmale im Landkreis Merzig-Wadern enthält die geschützten Baudenkmäler im saarländischen Landkreis Merzig-Wadern. 
Der Übersicht und Länge halber ist die Liste nach den Städten und Gemeinden des Landkreises separiert. Diese Einteilung findet sich in der folgenden Tabelle, in der zu jedem Eintrag, soweit möglich, ein exemplarisches Foto eines Baudenkmals aus der jeweiligen Stadt oder Gemeinde zu finden ist.
| Bild         | Stadt/Gemeinde | Karte | Liste                                    | Ortsteile |
| ------------ | -------------- | ----- | ---------------------------------------- | --- |
| Altarfiguren | Beckingen      |       | Liste der Baudenkmäler in Beckingen      | - Beckingen - Düppenweiler - Erbringen - Hargarten - Haustadt - Honzrath - Oppen - Reimsbach - Saarfels                                                                                         |
| Kirche       | Losheim am See |       | Liste der Baudenkmäler in Losheim am See | - Bachem - Bergen - Britten - Losheim am See - Mitlosheim - Niederlosheim - Rimlingen - Rissenthal - Scheiden - Wahlen                                                                          |
| Rathaus      | Merzig         |       | Liste der Baudenkmäler in Merzig         | - Ballern - Besseringen - Bietzen - Brotdorf - Büdingen - Fitten - Harlingen - Hilbringen - Mechern - Menningen - Merchingen - Merzig - Mondorf - Schwemlingen - Silwingen - Weiler - Wellingen |
| Mosaik       | Mettlach       |       | Liste der Baudenkmäler in Mettlach       | - Bethingen - Dreisbach - Faha - Mettlach - Nohn - Orscholz - Saarhölzbach - St. Gangolf - Tünsdorf - Wehingen - Weiten                                                                         |
| Palais       | Perl           |       | Liste der Baudenkmäler in Perl           | - Besch - Borg - Büschdorf - Eft-Hellendorf - Keßlingen - Münzingen - Nennig - Perl - Sehndorf - Sinz - Tettingen-Butzdorf - Wochern                                                            |
| Brunnen      | Wadern         |       | Liste der Baudenkmäler in Wadern         | - Büschfeld - Buweiler-Rathen - Dagstuhl - Gehweiler - Kostenbach - Lockweiler - Morscholz - Münchweiler - Noswendel - Nunkirchen - Steinberg - Wadern - Wadrill                                |
|              | Weiskirchen    |       | Liste der Baudenkmäler in Weiskirchen    | - Konfeld - Rappweiler - Weiskirchen |